# El nacimiento de la República
El nacimiento de la República es el decimotercer y último episodio de la serie mexicana Gritos de muerte y libertad.

## Sinopsis
Durante su destierro en Europa, Agustín de Iturbide se entera acerca de un posible intento de reconquista por parte de España con la ayuda de otras potencias continentales (la Santa Alianza) por lo que decide regresar a México para prestar sus servicios como militar en caso de ser verdad. No obstante, Iturbide permanece ignorante ante la decisión del Congreso de declarar al exemperador traidor a la patria, así como de autorizar su inmediato fusilamiento en caso de que volviese a pisar suelo mexicano. Al desembarcar Iturbide en Soto la Marina procedente de Inglaterra, el coronel Felipe de la Garza, lo reconoce y le anuncia que por instrucción inapelable será pasado por las armas. Desconocedor de la existencia del decreto, convence a de la Garza de presentarlo ante el Congreso de Tamaulipas, para advertirlos sobre una posible invasión por parte de la Santa Alianza. Antes que la comitiva logre entrar a Padilla, llega la negativa a su solicitud. Agustín de Iturbide, el primer emperador de México es fusilado inmediatamente sin juicio. Tres meses después, Guadalupe Victoria es electo por el Congreso como el primer presidente de México bajo una Constitución federal. Inicia así la República.

## Personajes
Personaje(s) clave: Agustín de Iturbide 

Otros personajes: 

Bernardo Gutiérrez de Lara 

Guadalupe Victoria 

Antonio López de Santa Anna 

Vicente Guerrero 

Nicolás Bravo 